# Nắp xi lanh

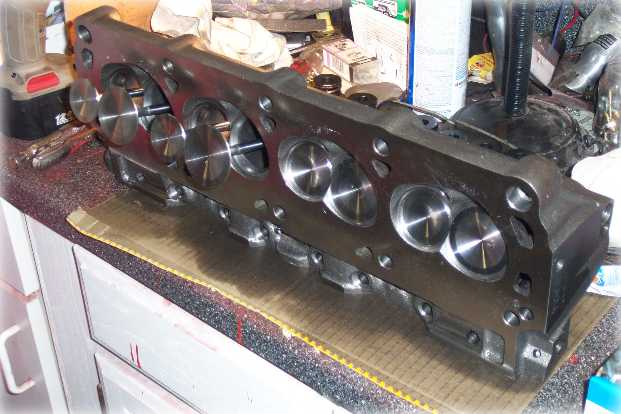
Nắp máy của động cơ xe Ford Windsor V8 302/5.0L

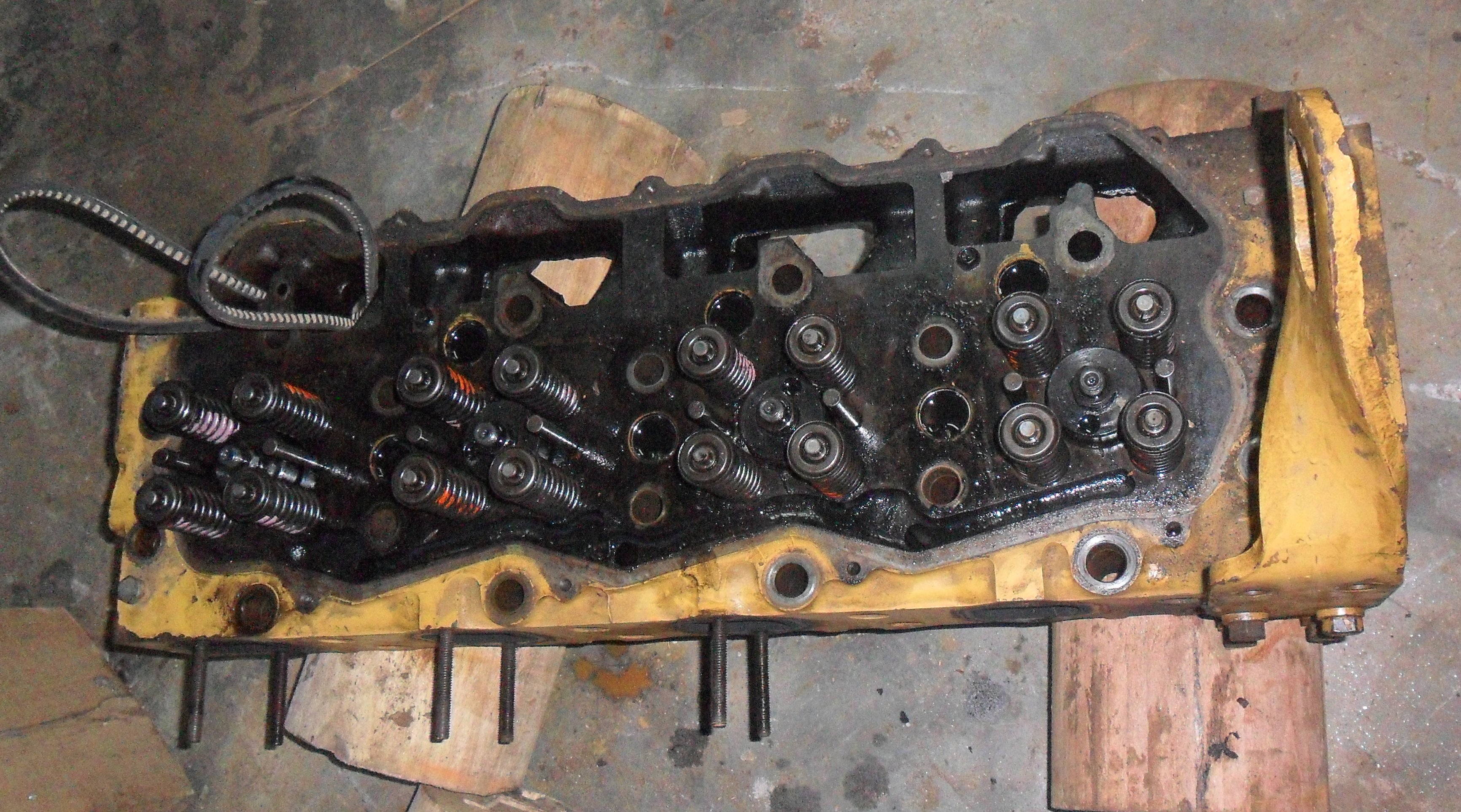
Nắp máy của động cơ Caterpillar

Nắp xi lanh (tiếng Anh: cylinder head), hay còn gọi nắp máy, nắp quy lát (từ tiếng Pháp: culasse), là bộ phận nằm phía trên các xi lanh trên đỉnh của thân máy trong động cơ đốt trong. Nắp xi lanh cùng với thành xi lanh và đỉnh piston kết hợp tạo thành buồng đốt và thể tích làm việc của động cơ. Mối nối giữa nắp xi lanh và thân động cơ được bịt kín bởi miếng đệm nắp máy (head gasket). Trong hầu hết các động cơ, nắp máy có nhiệm vụ cung cấp không gian gắn các bộ phận dẫn khí và nhiên liệu vào xi lanh, đồng thời cho phép khí thải thoát ra ngoài. Nắp xi lanh cũng là nơi để lắp xupap, bugi (ở động cơ xăng), kim phun nhiên liệu (ở động cơ diesel).

## Tổng quan

### Cấu tạo
Nắp xi lanh là bộ phận quan trọng trong cấu tạo động cơ đốt trong. Nắp xi lanh có hình dáng phức tạp do phụ thuộc vào loại động cơ và vị trí đặt xupap. Đối với động cơ sử dụng cơ cấu xupap hông, cấu tạo nắp xi lanh đơn giản hơn nhiều so với những động cơ dùng xupap treo (như OHV hoặc OHC).

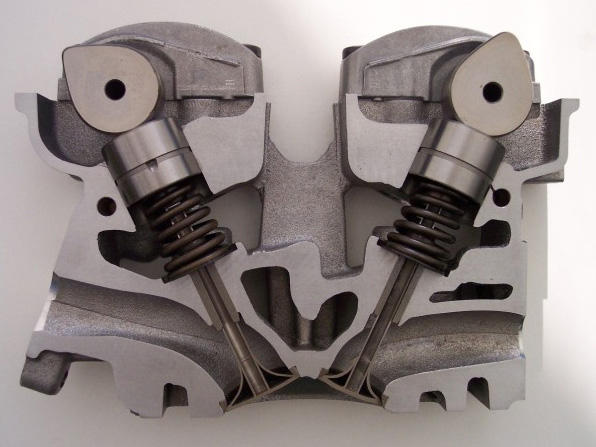
Một nắp xi lanh ở động cơ cam đơn (SOHC) được cắt đôi, cho thấy các xupap nạp và xả, các cửa nạp và xả, đường dẫn nước làm mát, cam, con đội xupap và lò xo xupap.

Nắp xi lanh có nhiệm vụ làm giá đỡ để gắn các bộ phận như cơ cấu phân phối khí, kim phun nhiên liệu, trục cam (trong động cơ trục cam trên đỉnh – OHV), ống dẫn hướng xupap, đế xupap, cơ cấu cổ hút và cổ xả. Ngoài ra, trong thân của nắp xi lanh còn có nhiều lỗ hoặc vị trí đặt để lắp các bộ phận như kim phun, vòi phun, ống dẫn phun nhiên liệu, ngăn chứa dung dịch làm mát, khoang dẫn nhiên liệu và dầu bôi trơn. Những loại cảm biến, như cảm biến nhiệt độ hoặc cảm biến vị trí cam, cũng được đặt tại nắp xi lanh.
Nắp xi lanh cần được ráp chặt với thân máy để tạo buồng đốt kín động cơ, giúp động cơ duy trì áp suất nén và áp suất cháy cao. Mặc dù bề mặt tiếp xúc giữa nắp xi lanh và thân máy được gia công nhẵn, phẳng, và song song, tuy nhiên, trong thực tế luôn tồn tại những điểm không phẳng tuyệt đối. Do vậy, bề mặt nối giữa nắp xi lanh và thân động cơ được bịt kín bởi đệm nắp máy nhờ vào tính dẻo và tính đàn hồi của vật liệu đệm nắp máy. Khi nắp máy được siết chặt với thân máy, đệm nắp máy chịu nén, bề mặt tiếp xúc tạo ma sát đủ lớn để bịt kín và chống lại tác động của áp suất khí cháy trong xi lanh.
Đối với động cơ diesel, do tỷ số nén cao hơn nhiều so với động cơ xăng, nên nắp xi lanh có thiết kế chắc chắn hơn, đồng thời phải dùng cơ cấu chốt ngàm để đóng chặt nắp máy.

### Vật liệu
Nắp máy thường được làm bằng gang hoặc hợp kim nhôm, giống như thân máy và cácte. Việc lựa chọn vật liệu để sản xuất nắp xi lanh tùy vào nhiều yếu tố như dung dịch làm mát (vốn có tính ăn mòn), lưu lượng và độ nhớt của dầu nhờn, mục đích sử dụng động cơ (quyết định đến áp suất và nhiệt độ vận hành), và yêu cầu về trọng lượng của động cơ. Gang là vật liệu truyền thống dùng sản xuất nắp xi lanh do có ưu điểm độ bền, khả năng chịu mài mòn cao, dễ sản xuất, dễ gia công, tính chịu nhiệt tốt. Tuy nhiên, nhiều loại vật liệu mới được sử dụng để làm nắp máy nhờ vào tính chất nhẹ, độ bền cao, ít yêu cầu bảo trì thường xuyên, đồng thời tăng hiệu quả tiết kiệm nhiên liệu.
Hợp kim nhôm, ngoài tính chất nhẹ, còn có ưu điểm là có tính dẫn nhiệt cao, giúp nhiệt độ được phân bổ đều trên toàn bộ nắp xi lanh khi động cơ hoạt động. Đồng thời, điều này cũng giúp tăng tỷ số nén động cơ lên một ít mà không gây ra hiện tượng kích nổ (knocking). Ở các loại động cơ làm mát bằng không khí, nắp xi lanh bằng hợp kim nhôm thường được dùng kết hợp với thân máy và cácte, vốn làm bằng gang, để tăng hiệu quả truyền nhiệt. Ở những động cơ có nắp xi lanh bằng nhôm, nhiệt độ xupap có thể giảm đến 200 °F (93 °C), giúp giảm sai lệch khe hở nhiệt của xupap và tăng độ bền xupap cũng như toàn động cơ.
Vật liệu nhôm có một số nhược điểm so với gang khi dùng làm vật liệu nắp xi lanh. Hợp kim nhôm đắt tiền hơn gang, dễ bị cong vênh và nứt khi bị quá nhiệt, đồng thời nếu dầu nhờn cũ bẩn sẽ gây mài mòn do ma sát với bề mặt nhôm. Nắp máy sử dụng hợp kim có hàm lượng nhôm cao cũng dễ bị ăn mòn điện hóa hơn so với gang. Hệ số giãn nở nhiệt của nhôm cao hơn gang từ 4 đến 7 lần, dẫn đến việc chọn lựa vật liệu đệm nắp máy và tính toán cơ cấu siết nắp máy khó khăn hơn.
Ngoài hai vật liệu phổ biến trên, nắp xi lanh ở một số động cơ diesel hiện đại có thể được làm bằng gang graphit ngắn (compacted graphite iron) hay còn gọi là "gang graphit thiêu kết" (sintered graphite). Nắp máy làm bằng gang graphit CGI có cùng trọng lượng với hợp kim nhôm nhưng lại có độ bền và độ cứng cao hơn thép.

## Động cơ xupap hông

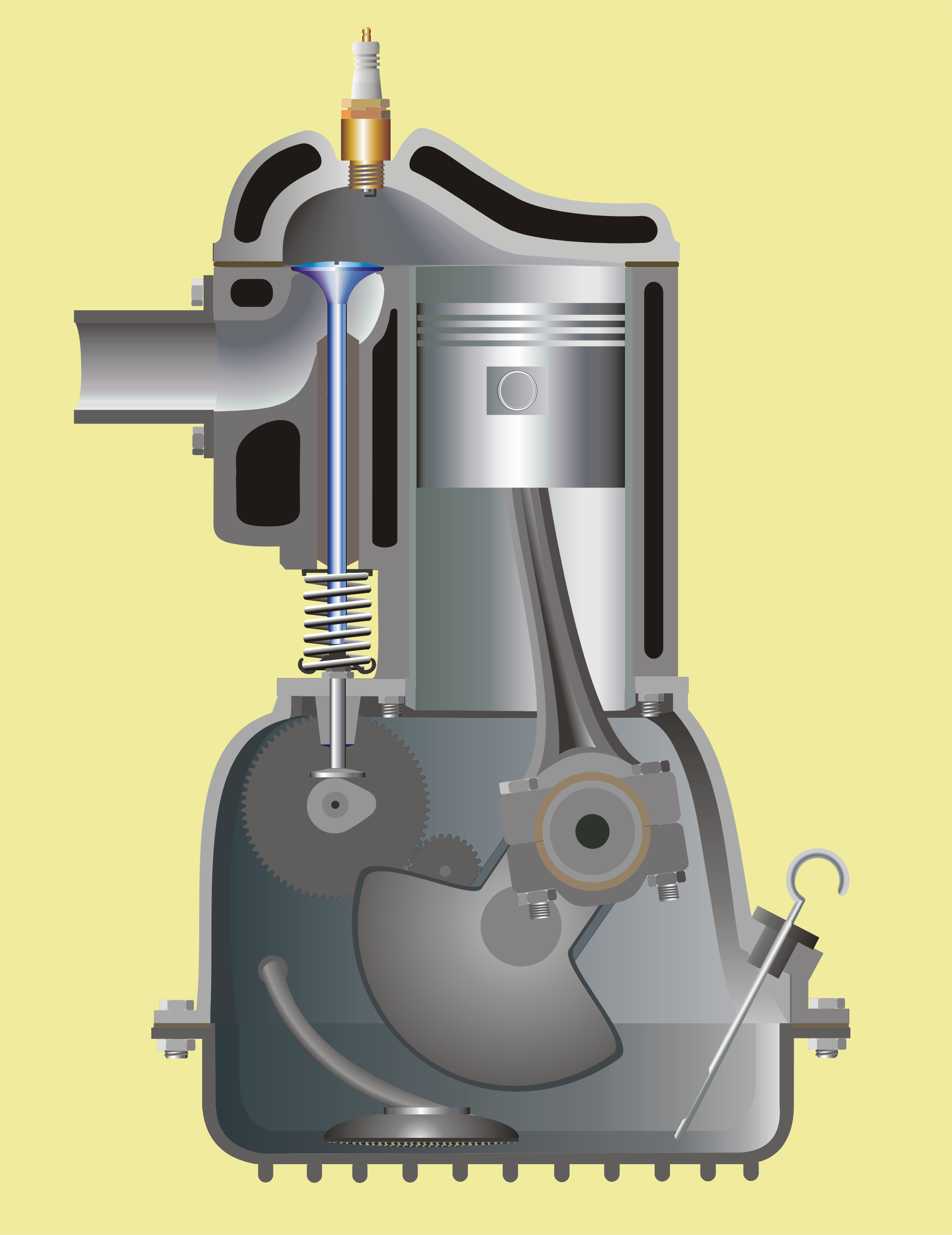
Động cơ xupap hông

Ở động cơ nắp xi lanh phẳng (flathead engine), các bộ phận của cơ cấu phân phối khí đều được chứa trong thân động cơ và có thể sử dụng 'nắp lồi', về cơ bản là một tấm kim loại đơn giản được bắt vít vào nắp xi lanh.
Do cơ cấu xupap hông giữ tất cả các bộ phận chuyển động trong thân động cơ, nó có ưu điểm bánh răng dẫn động trục cam nhỏ và do đó ít chịu tác động của sự giãn nở nhiệt trong khối xi lanh, giúp phù hợp cho những động cơ kích thước lớn. Nếu sử dụng bộ truyền động xích để dẫn động trục cam ở cơ cấu phối khí trục cam trên đỉnh, chiều dài xích tăng thêm có thể gây ra sự cố do mòn và trượt xích nếu không được bảo dưỡng thường xuyên.
Động cơ nắp phẳng trước đây được sử dụng khi tính chất nhiên liệu đơn giản, chỉ số octan còn thấp và do đó yêu cầu tỷ số nén thấp. Điều này làm cho thiết kế buồng đốt của xi lanh động cơ ít quan trọng hơn và không cần thiết kế các cửa (nạp/xả) và luồng hòa khí quá chi tiết. Một khó khăn gặp phải vào thời điểm này là tỷ số nén thấp cũng có nghĩa là tỷ lệ giãn nở thấp trong hành trình công suất của piston. Khí thải do đó có nhiệt độ rất cao (cao hơn so với động cơ hiện đại); điều này dẫn đến sự cố van xả thường xuyên bị cháy.
Một cải tiến lớn đối với động cơ nắp phẳng là sự ra đời của thiết kế đầu 'nắp xi lanh dòng xoáy' (turbulent head) phát minh bởi Harry Ricardo. Điều này làm giảm không gian bên trong buồng đốt và các cửa nạp–xả, nhưng các đường dẫn luồng khí cháy bên trong nắp xi lanh được tính toán chi tiết hơn, thiết kế này cho phép dòng ra–vào buồng đốt hiệu quả hơn. Quan trọng nhất, nó đã sử dụng dòng chảy rối của luồng khí cháy trong khoang nắp máy để hòa trộn hỗn hợp nhiên liệu và không khí. Điều này tự nó cho phép tỷ số nén cao hơn và động cơ hoạt động hiệu quả hơn.
Giới hạn về hiệu suất của động cơ xupap hông không phải là lưu lượng dòng khí đi qua các xupap, mà là hình dạng của buồng đốt. Với động cơ tốc độ cao và tỷ số nén cao, việc này dẫn đến quá trình đốt cháy diễn ra không hoàn toàn và có hiệu quả thấp. Hình dạng của một buồng đốt của cơ cấu xupap hông vốn có chiều ngang rộng hơn đường kính xi lanh để đến vị trí nắp xupap. Buồng đốt của động cơ xupap hông không thuận lợi, dễ gây ra hiện tượng kích nổ. Điều này trái ngược với kích thước lý tưởng cho quá trình đốt và tỷ số nén cao là thể tích nhỏ và chiều cao thấp. Do đó, ở các động cơ hiện đại và hiệu suất cao, các xupap được thiết kế gần vào trung tâm của buồng đốt. Ngoài ra, diện tích thoát nhiệt của buồng đốt ở động cơ xupap đặt lớn, làm giảm hệ số nạp đầy của động cơ.

## Động cơ xupap treo
Ở động cơ sử dụng cơ cấu phối khí xupap treo (OHV), nắp xi lanh chứa xupap và bugi, cùng với các ống dẫn hoặc 'cửa' (port) cho hòa khí vào và khí cháy thải ra. Xupap được điều khiển bởi trục cam. Trục cam được đặt bên trong khối xi lanh, truyền động đến xupap thông qua cơ cấu đũa đẩy và cò mổ được đặt trong nắp xi lanh.
Ở động cơ sử dụng cơ cấu phối khí trục cam trên đỉnh (OHC), nắp xi lanh chứa xupap và bugi, và đường dẫn khí vào / xả giống như động cơ OHV, nhưng trục cam bây giờ được đặt trực tiếp trong nắp xi lanh. Trục cam có thể được đặt ở vị trí trung tâm giữa mỗi hàng lệch nhau của xupap nạp và xupap xả, đồng thời vẫn sử dụng các cò mổ (nhưng không sử dụng đũa đẩy như ở động cơ OHV) hoặc trục cam có thể được đặt ngay trên các xupap (giúp loại bỏ cò mổ và sử dụng các con đội xupap dạng gàu múc (bucket tappet).

## Bố trí
Số lượng nắp xi lanh trong động cơ phụ thuộc vào cấu hình động cơ. Hầu hết tất cả các động cơ xi lanh thẳng hàng ngày nay sử dụng một nắp xi lanh duy nhất cho tất cả các xi lanh. Động cơ V có hai nắp xi lanh, mỗi nắp xi lanh gắn ở hai đầu chữ 'V'. Đối với một số động cơ V có góc chữ V hẹp, chẳng hạn như ở động cơ Volkswagen VR6, góc giữa các dãy xi lanh hẹp đến mức có thể chỉ cần một nắp xi lanh để dùng chung cho hai dãy xi lanh. Động cơ phẳng (về cơ bản là động cơ V, trong đó góc giữa hai dãy xi lanh là 180°) có hai nắp xi lanh. Hầu hết các động cơ hướng tâm đều có một nắp máy cho mỗi xi lanh, mặc dù nắp máy ở loại động cơ này thường có dạng khối liền (monobloc) trong đó phần nắp máy cùng với xi lanh cấu tạo thành một khối. Thiết kế này phổ biến ở xe máy và các thành phần nắp / xi lanh như vậy được gọi là 'lốc máy' (barrel).
Một số động cơ, đặc biệt là động cơ diesel công suất trung bình và lớn được chế tạo cho các mục đích công nghiệp, hàng hải, làm máy phát điện và động cơ đầu kéo hạng nặng (xe tải lớn, đầu máy, thiết bị hạng nặng, v.v...) có nắp xi lanh riêng cho từng xi lanh. Điều này làm giảm chi phí sửa chữa vì nếu một nắp máy hỏng duy nhất trên một xi lanh đơn có thể dễ dàng được thay thế, thay vì nếu thay một nắp xi lanh lớn dùng chung sẽ đắt hơn nhiều. Thiết kế nắp xi lanh đơn này cũng cho phép các nhà sản xuất động cơ dễ dàng sản xuất nhóm các động cơ có cách bố trí với số xi lanh khác nhau mà không cần phải thiết kế nắp xi lanh mới hoàn toàn.
Thiết kế của nắp xi lanh rất quan trọng đối với công suất và hiệu năng của động cơ đốt trong, vì hình dạng của buồng đốt, cổ góp hút và xả (và ở mức độ thấp hơn là ống xả) quyết định một phần chính của hiệu suất nạp khí (Volumetric efficiency) và tỷ số nén của động cơ.
| Tên thông dụng                                                                                             | Vị trí trục cam | Vị trí xupap hút | Vị trí xupap xả | Ghi chú |
| --- | --------------- | ---------------- | --------------- | --- |
| Động cơ trục cam đôi Động cơ cam kép, động cơ DOHC                                                         | Nắp máy         | Nắp máy          | Nắp máy         | Cho phép định vị tối ưu vị trí các xupap cho nắp xi lanh dòng chéo. Trục cam đôi được dùng trong cơ cấu chấp hành trực tiếp các xupap, nên không cần sử dụng cò mổ. Phổ biến trong thiết kế xe hơi hiện đại. |
| Động cơ trục cam đơn Động cơ cam đơn, động cơ SOHC                                                         | Nắp máy         | Nắp máy          | Nắp máy         | Sử dụng cơ cấu chấp hành trực tiếp trên xupap. Một số loại sử dụng cò mổ để điều khiển xupap. Tuy từng được sử dụng phổ biến trên ô tô, nhưng ngày càng bị thay thế bởi thiết kế DOHC.                       |
| Động cơ xupap treo Động cơ OHV, Động cơ nắp máy chữ I, Động cơ trục cam đũa đẩy, Động cơ cam trên thân máy | Thân máy        | Nắp máy          | Nắp máy         | Loại động cơ này cần đũa đẩy và cò mổ để điều khiển xupap. Vẫn được sử dụng trong một số động cơ V8 phân khối lớn, thường là các động cơ sản xuất tại Mỹ hoặc Anh.                                           |
| Động cơ xupap đặt Động cơ xupap hông, Động cơ nắp máy phẳng, Động cơ nắp máy chữ L, Động cơ nắp máy chữ T  | Thân máy        | Thân máy         | Thân máy        | Cam truyền động trực tiếp trên xupap. Từng phổ biến, nay đã lỗi thời. Đây là loại cấu hình đơn giản nhất. |
| Động cơ xupap kết hợp Động cơ IOE, Động cơ nắp máy chữ F                                                   | Thân máy        | Nắp máy          | Thân máy        | Rất ít được sử dụng. |

## Hình ảnh

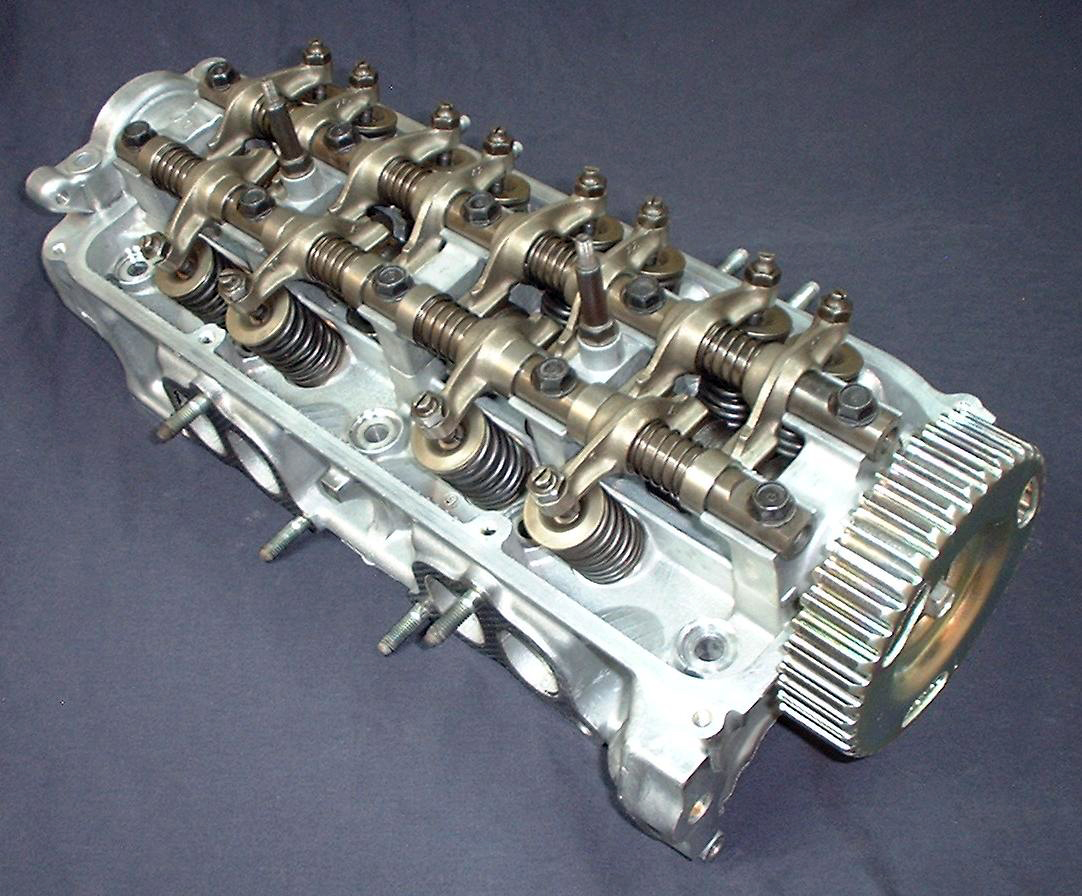
Nắp xi lanh động cơ cam đơn (SOHC) trong động cơ D15A3 của hãng Honda.
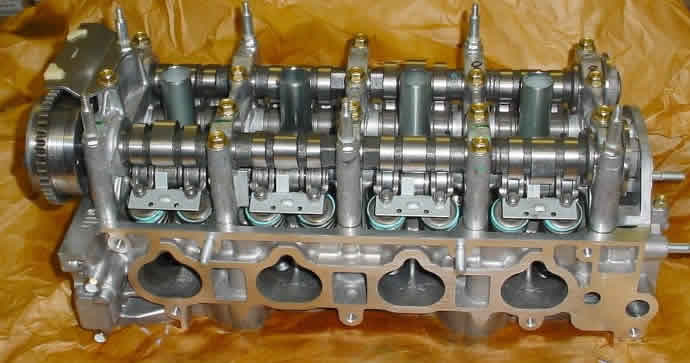
Nắp xi lanh động cơ cam kép (DOHC) trong động cơ K20Z3 của hãng Honda.
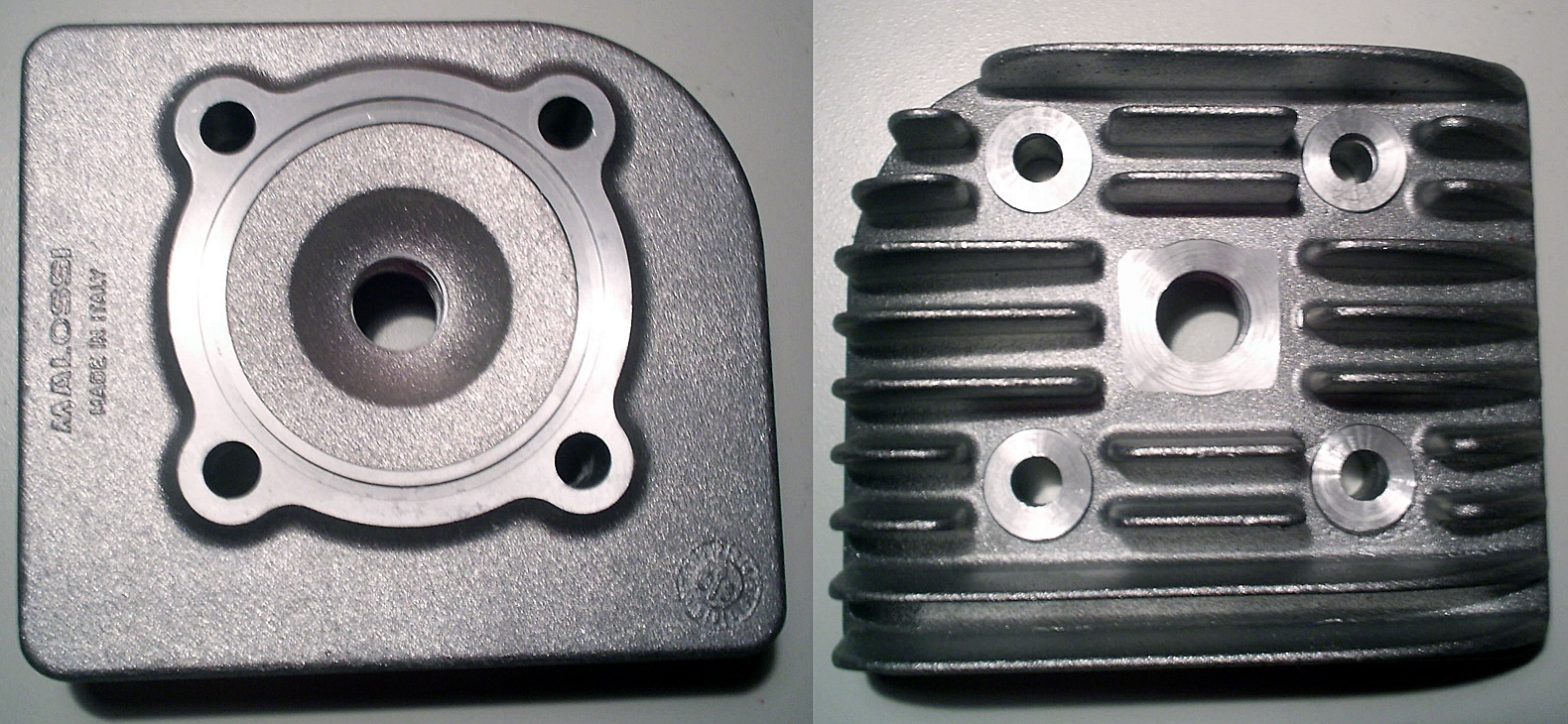
Phần dưới (bên trái) và phía trên (bên phải) của nắp xi lanh Malossi dành cho xe tay ga hai thì xi lanh đơn. Lỗ ở giữa cho bugi, bốn lỗ để gắn bu lông xi lanh.
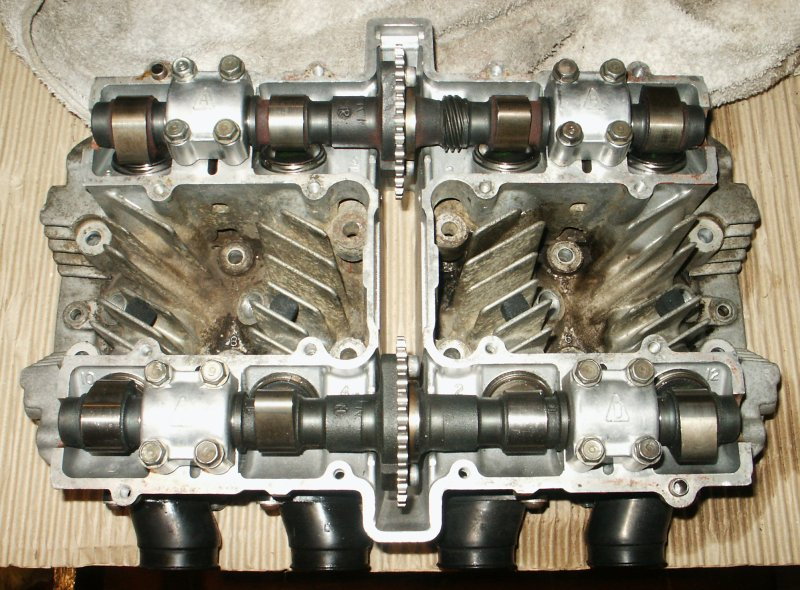
Hình ảnh chụp từ trên cao của nắp xi lanh làm mát bằng không khí ở động cơ GS550 thuộc hãng Suzuki, cho thấy trục cam kép, bánh xích truyền động và cánh tản nhiệt.
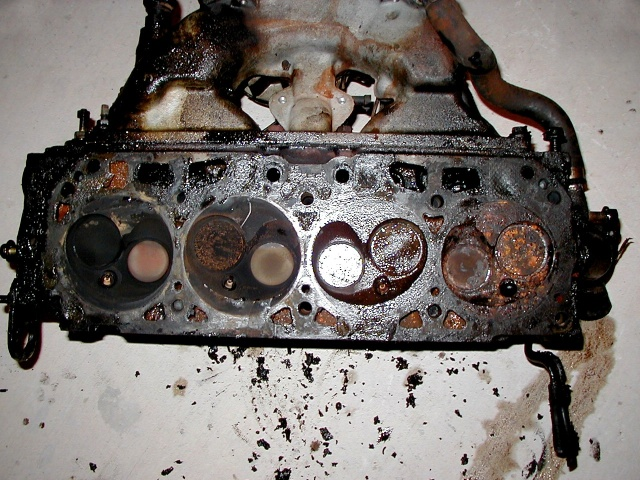
Nắp xi lanh trong động cơ xe van thuộc hãng GMC. Có thể nhìn thấy xupap và một phần của cổ xả.